# Rocca di Montepoggiolo
Die Rocca di Montepoggiolo,  auch Rocca di Castrocaro, ist die Ruine einer Festung auf dem Monte Poggiolo über dem Ort Castrocaro Terme in der italienischen Region Emilia-Romagna. Die Festung entstand im 16. Jahrhundert als Erweiterung eines Turmes aus dem 10. Jahrhundert. Sie wurde von Giuliano da Maiano vollständig aus Mauerziegeln errichtet und hat einen rhombusförmigen Grundriss mit runden Bastionen an den Ecken und angeschrägten Mauern. Sie entstand nach einem diffusen Modell der sogenannten „Festungen des Übergangs“ nach dem Aufkommen der Feuerwaffen. Die Konstruktion zeigte tatsächlich einige typische Elemente mittelalterlicher Festungen, wie überkragende Wehrgänge auf Konsolen. Eine der runden Bastionen mit besonders großer Ausdehnung fungierte als Bergfried des Komplexes, ein Beispiel für die typische Funktion eines militärischen Außenpostens mit geringer Besetzung, aber effektiv gegen Angriffe.

## Geschichte
Der erste Turm wurde vermutlich als Aussichtsturm der Stadt Castrocaro errichtet; die ersten historischen Dokumente, die indirekt Informationen über dieses Gebäude enthalten, stammen aus dem Jahr 906: Dort wurde ein „Conte Berengario del Castello di Montepoggiolo“ erwähnt. Später fiel der Turm an die Malatestas und wurde einer der bevorzugten Fluchtpunkte von Gianciotto Malatesta. 1403 wurde er zusammen mit dem Castello di Castrocaro an das Großherzogtum Toskana angeschlossen.
1471 wurde die Erweiterung des einfachen Turms zu einer echten Festung beschlossen und zwischen 1482 und 1490 wurde der Ausbau unter Leitung von Giuliano da Maiano als Teil einer Gesamtpolitik zur Stärkung der Grenzen, durchgeführt von den Medicis. Der Monte Poggiolo bildete darüber hinaus mit der Rocca di Castrocaro einen Vorposten zur möglichen Schaffung eines Zugangs zur Adria.
Nach 1564, als die Festung von Terra del Sole, ganz in der Nähe und ausgestattet mit Artillerie, gebaut wurde, verlor die Rocca di Montepoggiolo ihre Bedeutung. Sie diente nur noch als Ausguck bis zu ihrer Entwaffnung 1772. 1782 wurde sie verkauft und befindet sich seither in privater Hand.